# Jorge Pedersoli
Jorge Armando Pedersoli (La Paternal, Ciudad de Buenos Aires; 3 de noviembre de 1941), es un técnico mecánico, ex preparador de motores de competición y ex navegante de nacionalidad argentina. Es reconocido en el ámbito del deporte de motor de su país, por haber desempeñado sus actividades como preparador de automóviles de competición en la categoría Turismo Carretera, donde cosechó importantes resultados en la especialidad.
Sus inicios tuvieron lugar en la década de 1950, trabajando como ayudante de taller para el piloto Jorge Descotte. A partir de allí, dio forma a su tarea como preparador de motores aunque también ejerció en ocasiones la labor de navegante, acompañando en el habitáculo a pilotos de la talla de Carlos Pairetti, Roberto Mouras, Carlos Marincovich o Andrea Vianini entre otros.
Su trabajo como preparador lo llevó a trabajar directamente para la división de competición de General Motors de Argentina, donde supo también conformar una exitosa sociedad con el también preparador Omar Wilke (1939-2015). Sus primeros éxitos como preparador fueron el campeonato de 1968 de Carlos Pairetti con el prototipo Fast-Chevrolet y la marca de 6 victorias consecutivas logradas por Roberto Mouras en 1976 con el Chevrolet Chevy conocido como "El 7 de Oro". A pesar de no haber obtenido el título en esa temporada, continuó ligado a Mouras y a la marca Chevrolet en particular con la cual logró el título de la temporada 1979-80, con Francisco Espinosa al volante.
Tras el cierre de General Motors, continuó trabajando por su cuenta primeramente acompañado por Omar Wilke y luego en solitario, consiguiendo nuevos títulos dentro del TC. Su trabajo en la preparación fue considerado por el piloto Juan María Traverso quien lo recomendó para trabajar en  1995 con el equipo oficial Peugeot de Turismo Competición 2000, conquistando el campeonato de esa temporada. También por esos años formaría junto al preparador de chasis Alberto Canapino una de las sociedades más exitosas dentro del Turismo Carretera, logrando también importantes títulos junto a Juan María Traverso (1995 y 1996) Guillermo Ortelli (1998 y 2002) y Christian Ledesma (2007).
Tras más de 50 años de profesión, se retiró de la actividad en 2019 por razones de salud. Como preparador cosechó 14 títulos de Turismo Carretera (10 con Chevrolet, 3 con Dodge y 1 con Ford) y 1 de Turismo Competición 2000 (con Peugeot).

## Biografía

### Primeros años
Nacido en 1941, la vida de Pedersoli se vio ligada al mundo automotor casi por accidente, ya que tras haber perdido a su padre a muy temprana edad, su madre le pediría buscarse alguna actividad por fuera del cursado de su escuela primaria. Casualmente en ese entonces, al lado de su casa se encontraba un taller mecánico en el cual también se atendía el vehículo de Turismo Carretera del piloto Jorge Descotte. Sus primeros contactos con la especialidad comenzaron de esa forma, limpiando piezas y prestando su ayuda en el taller, a cambio de ir aprendiendo los secretos en la preparación de motores.

### Ingreso a General Motors Argentina y primer título
Su actividad tuvo su salto de calidad al ser contratado por General Motors de Argentina para trabajar en la división de motores de competición a las órdenes del ingeniero Ricardo Félix Joseph. Bajo su mandato, Pedersoli se involucró en la mayoría de los proyectos que tuvieron como objetivo la representación oficial de la marca Chevrolet dentro del universo del Turismo Carretera. Fue así que en 1968 llegó su primera consagración como preparador, al formar parte del equipo que puso en pista al prototipo Fast-Chevrolet (conocido como "Trueno Naranja") con Carlos Pairetti al volante de esa máquina. En aquellos años comenzó a hacerse conocer en el ambiente de preparación a la par de otro colega que también tendría su reconocimiento en la historia del TC: Omar Wilke. Entre los dos formaron una dupla que se haría reconocida por sus logros obtenidos.
La actividad de Pedersoli en la División Competición de GMA continuó en los años siguientes, llegando en 1971 a un momento histórico con el debut del modelo Chevy. Tomando como base la versión sedán de cuatro puertas, el equipo oficial se presentó en esa temporada con Néstor García Veiga y Mauricio García al volante de dos unidades similares. Al mismo tiempo, en esta temporada se produjeron los dos primeros triunfos del modelo Chevy en Salta (el 18/04/1971) y en la Vuelta de Salto (el 20/05/1971). Sin embargo, estos fueron los dos únicos de la versión cuatro puertas, ya que tras un segundo intento por poner en pista estos modelos en 1972, el 9 de abril de 1972 hizo su presentación la versión Coupé Chevy de 2 puertas, la cual recibió la homologación requerida, una vez alcanzada la cantidad de modelos producidos. Ese debut tuvo lugar en la Vuelta de Pergamino, con Carlos Marincovich al volante, quien en esa misma temporada se quedó con la Vuelta de Chacabuco (curiosamente, corrida en el mismo circuito de Pergamino) el 9 de julio de 1972, en lo que fue el primer triunfo de la versión coupé y con la preparación de la dupla Pedersoli-Wilke.

### La hazaña del 7 de Oro y la sociedad con Mouras
Tras haber cumplido con la tarea de presentar en forma satisfactoria las dos versiones del modelo Chevrolet Chevy para el equipo oficial de General Motors en el TC, en 1974 se produce una incorporación que dio pie a una nueva sociedad exitosa: la de Pedersoli y Roberto Mouras. En esa temporada, el piloto de Moctezuma representó por primera vez a la marca Chevrolet, a la vez de competir también por primera vez con un coche con la preparación de la dupla Pedersoli-Wilke.
Sin embargo, la consagración histórica de esta sociedad llegó en el año 1976, cuando se produjo un hito que hasta el momento no ha podido ser superado: La mayor cantidad de victorias obtenidas de manera consecutiva, por parte de un piloto de TC. Y esa marca se sucedió de la mano de Roberto Mouras, quien sucesivamente se llevó las competencias de Bahía Blanca, Las Flores, Laboulaye, San Miguel del Monte y las dos Vueltas de Olavarría, las cuales las consiguió al comando de la unidad Chevy que pasó a la historia con el seudónimo de "El 7 de Oro". Pero a pesar de esta seguidilla de victorias, el equipo solamente alcanzó el subcampeonato de esa temporada, lo que sin embargo no le quitó méritos ni a la calidad conductiva de Mouras, ni al talento preparador de Pedersoli.
Tras esta temporada, en 1977 el equipo no volvió a desentonar más allá de no repetir una performance arrolladora. En esta oportunidad, Mouras alcanzó dos triunfos los cuales bastaron para dar pelea en el torneo y finalizar en la tercera colocación. Sin embargo, los servicios tanto de Pedersoli como de Mouras para General Motors finalizaron con la temporada 1978, tras conocerse la noticia del final de las actividades de esta firma en Argentina.

### Era post-GM y un nuevo campeonato
Tras el cierre de General Motors en Argentina, Pedersoli continuó trabajando por su cuenta, junto a su inseparable socio Omar Wilke. La dupla preparadora comenzó a hacerse un espacio dentro de las referencias de la categoría, gracias a los éxitos obtenidos junto a Roberto Mouras, quien se había retirado de la actividad vendiendole el 7 de Oro a Juan Alberto Occhionero. Tras el final de su ciclo como empleado de GMA, 1979 fue el primer año que mostraba a Pedersoli como preparador independiente, siendo requeridos sus servicios por el empresario de la construcción Antonio Alegre (posteriormente, presidente del Club Atlético Boca Juniors), con quien se propusieron poner en pista una unidad Chevy para el piloto Francisco Espinosa. En esa temporada, a la par del primer éxito personal de Espinosa que se llevó la Vuelta de Coronel Pringles, se sucedió el conflicto institucional entre el Automóvil Club Argentino y la Confederación Argentina de Automovilismo Deportivo, por el cual ambas instituciones se disputaron la fiscalización de las competencias de TC. Este conflicto provocó que el campeonato sea prolongado hasta el primer semestre de 1980, teniendo como resultado final la constitución de la Asociación Corredores de Turismo Carretera como entidad fiscalizadora y la continuidad del torneo bajo esta órbita. En este ámbito, la sociedad Espinosa-Pedersoli-Wilke volvió a la actividad logrando una seguidilla de tres podios y coronando el año con la victoria en la última fecha y la consecuente obtención del título.

### El desembarco en Dodge
Tras haber trabajado en sus primeros años de experiencia ligado a la marca Chevrolet (con la cual obtuvo dos campeonatos y un subcampeonato), los inicios de los años 1980 trajeron vientos de cambio en la actividad profesional de Jorge Pedersoli. La situación tuvo lugar en el mes de agosto de 1980, en la sala de reuniones de la Asociación Corredores de Turismo Carretera, donde en una reunión de pilotos y preparadores se propuso tratar el proyecto de homologación de un motor reforzado para la marca Dodge. Disconforme con el resultado de la reunión (el motor fue homologado, lo cual atentaba contra sus intereses), le propuso a su socio Omar Wilke una decisión que terminó por marcar una época: Poner en pista una unidad Dodge GTX. En aquel entonces, la sociedad con Roberto Mouras seguía gozando de plena vigencia a pesar de que este último llevaba un año fuera de las pistas. Tras contar con la aprobación del piloto de Moctezuma, quien esa época había logrado montar un concesionario oficial de Volkswagen (marca que había desembarcado en Argentina tras absorber los activos de Chrysler-Fevre Argentina S.A.), se comenzó con la preparación del primer Dodge de la dupla Pedersoli-Wilke, iniciándose así un nuevo período que a su vez quedó marcado por el término "Pina", un nombre con el cual Pedersoli comenzó a bautizar a las máquinas de su preparación. Este nombre fue utilizado como homenaje a su madre, a la vez de acompañar al mismo con diferentes números, los cuales representaron a los motores que él preparaba. Una vez más la sociedad Mouras-Pedersoli-Wilke volvió a demostrar su poderío al llevarse primeramente el petit torneo Lizeviche-Galíndez corrido en el segundo semestre de 1981 y conquistar sin apelaciones los campeonatos de 1983, 1984 y 1985, siendo a su vez, los tres únicos títulos que lograría Pedersoli como preparador de Dodge.

### La vuelta a Chevrolet y la separación de Wilke
Tras la obtención del tricampeonato en 1985 e influenciado por tales resultados, aunque a su vez también por pedido de la ACTC para frenar la escalada de Dodge, Mouras anunció su regreso definitivo a la marca Chevrolet (ya había corrido previamente 4 competencias del campeonato 1985, pero debió volver a Dodge por falta de fiabilidad), pidiendole a sus preparadores ser nuevamente parte de este proyecto. Sin embargo, previsor de que esta decisión no modificaría el panorama favorable a Dodge en el futuro, Omar Wilke toma la decisión a fines de 1986 de romper la sociedad con Jorge Pedersoli, por lo que "Peluca" pasa a quedar como único y exclusivo preparador del piloto de Carlos Casares. En efecto, los resultados lejos estuvieron de repetirse y la salida de Wilke hizo cuesta arriba el trabajo de la dupla Pedersoli-Mouras. 11º en 1986 y 10º en 1987, fueron muestra suficiente de los magros resultados obtenidos. Sin embargo, en 1988 lograron repuntar y acercarse nuevamente a las posiciones de vanguardia, cerrando el torneo en un meritorio tercer lugar. En 1989 volvieron a cerrar un campeonato en la séptima colocación.

### Dos tragedias con un mismo objetivo
Pero lo que sin dudas mantuvo en pie el trabajo de Pedersoli junto a Mouras, fue la incesante búsqueda de volver a alcanzar el campeonato para la marca Chevrolet, a la vez de propiciar la primera consagración de Mouras con dicha marca. En 1990, se dio muestras de una performance prometedora al finalizar nuevamente terceros, mientras que en 1991 volvieron a experimentar un retroceso al finalizar en la novena colocación.
Sin embargo, cuando todo parecía encaminado a la conquista del título o a seguir en la incesante búsqueda del ansiado cetro, lamentablemente la tragedia terminó truncando los planes en 1992, cuando durante el desarrollo de la Vuelta de Lobos, válida por la penúltima fecha del campeonato, Roberto Mouras sufrió un violento accidente al impactar con su coche contra un talud de tierra, perdiendo la vida casi en forma instantánea. Aquel accidente, resultó un golpe anímico muy fuerte, tanto para la gente de Chevrolet, como para el propio preparador Pedersoli, quien se quedaba sin su piloto estrella. A pesar de ello, su trabajo se vería reconocido al año siguiente por parte del piloto Osvaldo Morresi, quien solicitó servicios al preparador de La Paternal, de cara a la temporada 1993. Los resultados siguieron siendo óptimos, finalizando el piloto oriundo de San Pedro en la quinta colocación y según sus propias palabras, utilizando gran parte de los elementos mecánicos utilizados por Mouras hasta antes de su muerte. Pero nuevamente y como una nueva burla del destino, la tragedia volvió a truncar el proyecto de devolverle la gloria a Chevrolet en el TC, cuando en el año 1994 y durante el desarrollo de la tercera fecha del torneo, Morresi sufre un accidente de las mismas características que el sufrido por Mouras, con el mismo resultado. Nuevamente el TC perdía a una figura y nuevamente Pedersoli perdía a uno de sus hombres en un accidente rutero.

### La era Pedersoli-Canapino-Traverso y el resurgir de Chevrolet
A pesar de los luctuosos resultados obtenidos entre 1992 y 1994, nuevamente un piloto de renombre solicitaba a Pedersoli sus servicios para la preparación de su coche. Con el fin de poder cumplir con el objetivo trazado por Mouras y Morresi, Juan María Traverso aceptaba el reto de volver a competir en el Turismo Carretera, en esta oportunidad a los mandos de un Chevrolet, marca con la que nunca estuvo familiarizado. El regreso del entonces bicampeón de TC, tuvo lugar en el Autódromo Oscar Alfredo Gálvez en el marco de la séptima fecha del año 1994, al comando de un Chevrolet Chevy construido por el chasista Jorge Pernigotte y motorizado por Pedersoli. Con la sola publicidad de la empresa de Correo Privado OCA, Traverso reingresaba al comando de un coche que pasaría a ser legendario: La "Chevy Violeta". El reingreso de Traverso se dio con el campeonato ya iniciado, contando primeramente con Pernigotte en la atención del chasis y más tarde, con Tulio Crespi en la misma función, siempre con Pedersoli a cargo de los motores. Estas primeras participaciones de Traverso en 1994, resultaron suficientes como para que el piloto de Ramallo finalice la temporada en la sexta colocación, ganando en tres competencias y demostrando la plena vigencia de Pedersoli en la preparación de sus motores, a la vez de significar una clara muestra de apoyo y ratificación tras los desgraciados accidentes de Mouras y Morresi.
Para 1995, se produjo un cambio dentro de la estructura de Traverso: Ingresaba al equipo el chasista Alberto Canapino (1963-2021) para hacerse cargo de la preparación del Chevrolet. Este ingreso tuvo lugar a partir de las referencias que Traverso tenía de Canapino en la dirección del Equipo Oficial Peugeot de TC 2000. En sentido inverso, tras el fracaso del proyecto de 1994 de contar con motores directamente traídos desde Francia y por recomendación exclusiva de Traverso, Pedersoli ingresó al Equipo Oficial Peugeot para encargarse de los motores de TC 2000. Esta confluencia tanto de Canapino como de Pedersoli en las mismas estructuras, dio pie al inicio de una de las sociedades más exitosas dentro del Turismo Carretera. Pero el puntapié inicial dado en el año 1995 fue doblemente exitoso, ya que en ambas categorías obtuvieron el campeonato, siempre con Traverso como piloto e instaurando un hecho histórico irrepetible: La conquista en simultáneo de los títulos de dos de las categorías más importantes del automovilismo argentino.

## Palmarés
| #  | Año     | Categoría         | Piloto              | Automóvil       |
| -- | ------- | ----------------- | ------------------- | --------------- |
| 1  | 1968    | Turismo Carretera | Carlos Pairetti     | Fast-Chevrolet  |
| 2  | 1979-80 | Turismo Carretera | Francisco Espinosa  | Chevrolet Chevy |
| 3  | 1983    | Turismo Carretera | Roberto Mouras      | Dodge GTX       |
| 4  | 1984    | Turismo Carretera | Roberto Mouras      | Dodge GTX       |
| 5  | 1985    | Turismo Carretera | Roberto Mouras      | Dodge GTX       |
| 6  | 1995    | Turismo Carretera | Juan María Traverso | Chevrolet Chevy |
| 7  | 1995    | TC 2000           | Juan María Traverso | Peugeot 405     |
| 8  | 1996    | Turismo Carretera | Juan María Traverso | Chevrolet Chevy |
| 9  | 1997    | Turismo Carretera | Juan María Traverso | Chevrolet Chevy |
| 10 | 1998    | Turismo Carretera | Guillermo Ortelli   | Chevrolet Chevy |
| 11 | 1999    | Turismo Carretera | Juan María Traverso | Ford Falcon     |
| 12 | 2000    | Turismo Carretera | Guillermo Ortelli   | Chevrolet Chevy |
| 13 | 2001    | Turismo Carretera | Guillermo Ortelli   | Chevrolet Chevy |
| 14 | 2002    | Turismo Carretera | Guillermo Ortelli   | Chevrolet Chevy |
| 15 | 2007    | Turismo Carretera | Christian Ledesma   | Chevrolet Chevy |